# Nelson Aerts
Nelson Aerts, conhecido como Neco(Cachoeira do Sul, 25 de abril de 1963) é um tenista profissional brasileiro, que por três vezes foi finalista de torneios da Associação de Tenistas Profissionais (ATP) nas duplas. Foi medalhista de ouro nos Jogos Pan-americanos de 1991.
Atualmente mora em São Paulo e é empresário; ao lado de Danilo Marcelino é dono da Try Sports, empresa promotora esportiva que realiza eventos competitivos de tênis e golfe em diversas regiões do Brasil.

## Trajetória esportiva
Destro, Nelson Aerts teve uma longa carreira no circuito profissional, de mais de 20 anos.
Foi campeão pan-americano por equipes em Havana no ano de 1991.
Foi 109° do mundo em simples (16 de junho de 1986) e 80° em duplas (16 de abril de 1990). Jogou os Grand Slams, os ATPs e a Copa Davis nos anos de 1984, 1985, 1986 e 1991.
Nas duplas, alcançou três vezes as oitavas de final no US Open e uma vez no Torneio de Roland-Garros. Foi vice-campeão dos ATPs de Adelaide, San Jose e do Rio de Janeiro nas duplas, jogando com Tomm Warneke, Fernando Roese e André Sá, respectivamente Teve vitórias sobre a dupla Rick Leach e Jim Pugh, que lideravam o ranking mundial na época.
Foi aluno-atleta da Northwestern State University da Louisiana.
Durante os últimos anos da sua carreira como tenista profissional, graduou-se em jornalismopela Pontifícia Universidade Católica do Rio Grande do Sul.

## Vice-campeão de duplas (3)
| Resultado    | Número | Data | Torneio                         | Superfície | Parceiro       | Oponentes na final             | Resultado na final |
| ------------ | ------ | ---- | ------------------------------- | ---------- | -------------- | ------------------------------ | ------------------ |
| Vice-campeão | 1.     | 1985 | ATP de Adelaide, Austrália      | grama      | Tomm Warneke   | Mark Edmondson Kim Warwick     | 4–6, 4–6           |
| Vice-campeão | 2.     | 1990 | ATP do Rio de Janeiro, Brasil   | carpete    | Fernando Roese | Brian Garrow Sven Salumaa      | 5–7, 3–6           |
| Vice-campeão | 3.     | 1998 | ATP de San Jose, Estados Unidos | piso duro  | André Sá       | Todd Woodbridge Mark Woodforde | 1–6, 5–7           |

## Títulos
- Foi campeão brasileiro juvenil em 1975 e 1977
- Campeão do Banana Bowl em 1977
- Campeão adulto em 1983 e 1986
- Campeão pan-americano por equipes em 1991 em Cuba
- Vice-campeão em duplas do ATP de San José e do de Adelaide
- Chegou três vezes às oitavas-de-final do US Open: em 1985, 1987 e 1990
- Conquistou quatro títulos de challenger.
- Seu melhor resultado na ATP foi as oitavas-de-final no Torneio de Montreal em 1985, quando perdeu para o norte-americano John McEnroe, ex-número um do mundo.